# Fentonia macroparabolica
Fentonia macroparabolica är en fjärilsart som beskrevs av Nakamura 1973. Fentonia macroparabolica ingår i släktet Fentonia och familjen tandspinnare. Inga underarter finns listade i Catalogue of Life.